# Lac des Poissons Blancs
Pour les articles homonymes, voir Poisson blanc.
Le lac des Poissons Blancs est un plan d’eau douce du bassin versant la rivière Mistassibi et de la rivière Mistassini. Ce plan d’eau est situé dans le territoire non organisé de Rivière-Mistassini, dans la municipalité régionale de comté (MRC) de Maria-Chapdelaine, dans la région administrative du Saguenay–Lac-Saint-Jean, dans la province de Québec, au Canada.
La zone du lac des Poissons Blancs est desservie par quelques routes forestières secondaires surtout pour les besoins de la foresterie et des activités récréotouristiques,,.
La foresterie constitue la principale activité économique dans la zone du lac ; les activités récréotouristiques, en second.
La surface du lac des Poissons Blancs est habituellement gelée de la fin novembre au début avril, toutefois la circulation sécuritaire sur la glace se fait généralement de la mi-décembre à la mi-avril.

## Géographie
Le lac des Poissons Blancs est situé à l’extérieur (côté est) de la zec de la Rivière-aux-Rats.
Les principaux bassins versants voisins du lac des Poissons Blancs sont :
- côté nord : ruisseau du Caribou, rivière aux Rats, rivière Mistassibi ;
- côté est : rivière Mistassibi, ruisseau Bellemare, lac Bellemare ;
- côté sud : rivière aux Rats, rivière Mistassibi, rivière de l'Écluse ;
- côté ouest : rivière aux Rats, ruisseau Narcisse, rivière Nepton, rivière de la Perdrix Blanche.

Entièrement en zone forestière, le lac des Poissons Blancs comporte une superficie de 1,76 km2, une longueur de 4,1 km, une largeur maximale de 0,5 km et une altitude de 208 m. Ce lac ne comporte aucune île. Il est surtout alimenté par la décharge (venant du nord) d’un lac non identifié. Un sommet de montagne (altitude : 315 m) est situé à 0,3 km au sud.
L’embouchure du lac des Poissons Blancs est localisée au sud, soit à :
- 2,0 km à l’ouest du cours de la rivière Mistassibi ;
- 2,7 km à l’est du cours de la rivière aux Rats ;
- 3,4 km au nord-ouest de la confluence de la décharge du lac des Poissons Blancs et de la rivière Mistassibi ;
- 8,4 km à l’est de la route forestière R0216 (sens nord-sud) ;
- 44,2 km au nord-ouest de la confluence de la rivière Mistassibi et de la rivière Mistassini ;
- 63,8 km au nord de la confluence de la rivière Mistassini et du lac Saint-Jean[1].

À partir de l’embouchure du lac des Poissons Blancs, le courant descend successivement le cours de la :
- décharge du lac des Poissons Blancs sur 6,0 km vers le sud, puis vers l’est en passant au pied d’une montagne ;
- rivière Mistassibi sur 49,6 km vers le sud ;
- rivière Mistassini sur 22,7 km vers l’Est, puis le sud-Ouest.

À l’embouchure de cette dernière, le courant traverse le lac Saint-Jean sur 42,7 km vers l’Est, puis emprunte le cours de la rivière Saguenay vers l’Est sur 155 km jusqu’à la hauteur de Tadoussac où il conflue avec le fleuve Saint-Laurent.

## Toponymie
Le spécifique Poisson blanc est une appellation usuelle attribuée à certains poissons[Lesquels ?].
Le toponyme « lac des Poissons Blancs » a été officialisé le 15 mai 1970 par la Commission de toponymie du Québec.